# Objectiu: Londres
Objectiu: Londres (títol original en anglès, London Has Fallen) és una pel·lícula de thriller d'acció política estatunidenca del 2016 dirigida per Babak Najafi i escrita per Creighton Rothenberger, Katrin Benedikt, Chad St. John i Christian Gudegast. És la segona entrega de la sèrie cinematogràfica <i id="mwGw">Objectiu</i>, i la seqüela de la pel·lícula Objectiu: La Casa Blanca d'Antoine Fuqua del 2013. És protagonitzada per Gerard Butler, Aaron Eckhart i Morgan Freeman, amb Alon Moni Aboutboul, Angela Bassett, Robert Forster, Jackie Earle Haley., Melissa Leo, Radha Mitchell, Sean O'Bryan, Waleed Zuaiter i Charlotte Riley en papers secundaris. S'ha doblat al català.
La pel·lícula narra un complot per assassinar els líders mundials del G7 mentre assisteixen al funeral del primer ministre britànic a Londres i els intents de l'agent del Servei Secret Mike Banning per protegir el president dels Estats Units Benjamin Asher de ser assassinat per terroristes islàmics.
El rodatge va començar a Londres el 24 d'octubre de 2014. La pel·lícula va ser estrenada  el 4 de març de 2016 i va recaptar 205 milions de dòlars a tot el món, amb crítiques negatives per a la seva producció, efectes especials i escenes d'acció.
Una tercera pel·lícula, titulada Angel Has Fallen, es va estrenar el 23 d'agost de 2019.